# Burnt Pine
Burnt Pine es la localidad más grande y poblada de la Isla Norfolk, y la única según algunas referencias. Es la capital de facto de la isla y el puerto comercial más importante.
El asentamiento está localizado en ambos lados de Taylors Road y contiene las mayores infraestructuras para una ciudad: negocios, oficinas y propiedades residenciales. Hacia el extremo sur del camino, entre Douglas Dirve y Peter's Highway está el Aeropuerto de Isla Norfolk.
Según algunos, un establecimiento secundario llamado Cascade existe en la isla. Este establecimiento, está localizado en el cruce de Cascade Road y es sitio de la Escuela Central de Isla Norfolk. La existencia de un establecimiento separado es cuestionable.
Fue fundada en 1942 como una base militar estratégica durante la Segunda Guerra Mundial, y años después se convertiría en el asentamiento más importante de la isla, incluso mayor que la capital Kingston.

## Población
Actualmente no existen registros oficiales de la población, tanto en la localidad como en varios otros distritos de la isla, aunque se estima que la población de Burnt Pine rodea los 180 habitantes en 2007.

## Transporte
En el borde occidental de la ciudad se encuentra el Aeropuerto Internacional de Isla Norfolk, mientras que una red de carreteras y caminos regulares unen la localidad con otros poblados y zonas de la isla.

## Pueblos y aldeas cercanas
Kingston, la capital de la isla, se encuentra 3 km al sur de Burnt Pine, mientras que Middlegate, sitio de la Norfolk Island Central School, es una aldea ubicada en el borde oriental de la localidad.
- Datos: Q2740764
- Multimedia: Burnt Pine / Q2740764

1. ↑  Worldpostalcodes.org, código postal n.º 2899.